# 19 نوفمبر
- السبت
- الأحد
- الاثنين
- الثلاثاء
- الأربعاء
- الخميس
- الجمعة

- 110 جمادى الأولى 1447  هـ
- 211 جمادى الأولى 1447  هـ
- 312 جمادى الأولى 1447  هـ
- 413 جمادى الأولى 1447  هـ
- 514 جمادى الأولى 1447  هـ
- 615 جمادى الأولى 1447  هـ
- 716 جمادى الأولى 1447  هـ
- 817 جمادى الأولى 1447  هـ
- 918 جمادى الأولى 1447  هـ
- 1019 جمادى الأولى 1447  هـ
- 1120 جمادى الأولى 1447  هـ
- 1221 جمادى الأولى 1447  هـ
- 1322 جمادى الأولى 1447  هـ
- 1423 جمادى الأولى 1447  هـ
- 1524 جمادى الأولى 1447  هـ
- 1625 جمادى الأولى 1447  هـ
- 1726 جمادى الأولى 1447  هـ
- 1827 جمادى الأولى 1447  هـ
- 1928 جمادى الأولى 1447  هـ
- 2029 جمادى الأولى 1447  هـ
- 2130 جمادى الأولى 1447  هـ
- 221 جمادى الآخرة 1447  هـ
- 232 جمادى الآخرة 1447  هـ
- 243 جمادى الآخرة 1447  هـ
- 254 جمادى الآخرة 1447  هـ
- 265 جمادى الآخرة 1447  هـ
- 276 جمادى الآخرة 1447  هـ
- 287 جمادى الآخرة 1447  هـ
- 298 جمادى الآخرة 1447  هـ
- 309 جمادى الآخرة 1447  هـ
- 110 جمادى الآخرة 1447  هـ
- 211 جمادى الآخرة 1447  هـ
- 312 جمادى الآخرة 1447  هـ
- 413 جمادى الآخرة 1447  هـ
- 514 جمادى الآخرة 1447  هـ

19 نوفمبر أو 19 تشرين الثاني أو يوم 19 \ 11 (اليوم التاسع عشر من الشهر الحادي عشر) هو اليوم الثالث والعشرين بعد الثلاثمائة (323) من السنة، أو الرابع والعشرين بعد الثلاثمائة (324) في السنوات الكبيسة، وفقًا للتقويم الميلادي الغربي (الغريغوري). يبقى بعده 42 يومًا على انتهاء السنة.

## أحداث
- 636 - نهاية معركة القادسية بنصر المسلمين على الفرس.
- 1095 - البابا أوربانوس الثاني يدعو «مجلس كليرمون» للإنعقاد وذلك لمناقشة إرسال حملة إلى الأراضي المقدسة.
- 1493 - كريستوفر كولومبوس ينزل على جزيرة بورتوريكو في العالم الجديد.
- 1816 - تأسيس جامعة وارسو.
- 1942 - الجيش الأحمر السوفيتي بقيادة الجنرال غيورغي جوكوف يبدأ عملية أورانوس، وهي العملية التي حولت دفة الصراع في معركة ستالينجراد.
- 1943 - النازيين يقومون بتصفية اليهود في «معسكر اعتقال يانوفسكا» في مبرغ غرب أوكرانيا، وقد قتل ما لا يقل عن 6000 يهودي بعد انتفاضة فاشلة ومحاولة للهروب الجماعي.
- 1946 - أفغانستان وآيسلندا والسويد ينضمون إلى الأمم المتحدة.
- 1954 - بدأ بث «تلفزيون مونتي كارلو»، وهي أقدم قناة تلفزيونية خاصة في أوروبا، وقد قام بتأسيسها الأمير رينيه الثالث.
- 1977 - الرئيس المصري محمد أنور السادات يزور إسرائيل ويلقي خطابًا بمقر الكنيست في القدس.
- 1979 - الخميني يفرج عن جميع المحتجزين في السفارة الأمريكية من أصول أفريقية.
- 1990 - علي عزت بيغوفيتش يتولى رئاسة البوسنة والهرسك.
- 1993 - الأردن ينفذ حكم الإعدام في سيدة تبلغ من العمر 26 سنة لقيامها بضرب زوجها وإشعال النيران فيه، وتعد هذه هي المرة الثانية في تاريخ الأردن التي ينفذ فيها حكم الإعدام في امرأة.
- 1994 - انفجار بحافلة في «سوق ديزنجوف» بمدينة تل أبيب يوقع 22 قتيلًا و 248 جريحًا، وحركة حماس تعلن مسؤوليتها عن العملية.
- 1995 - هجوم على السفارة المصرية في باكستان يسفر عن مقتل 17 شخصًا وإصابة حوالي 60 آخرين.
- 1998 - اللجنة القضائية في مجلس النواب الأمريكي تبدأ جلسات الاستماع للشهادات حول فضيحة لوينسكي والمتهم بها بالرئيس بيل كلينتون.
- 2005 -
  - افتتاح «مؤتمر الوفاق العراقي» في مقر جامعة الدول العربية بالقاهرة بحضور الرئيس العراقي جلال طالباني ورئيس الوزراء إبراهيم الجعفري ومندوبين عن كافة الأطياف السياسية ومختلف التيارات الدينية والعرقية وبعض الشخصيات في العراق.
  - جنود من قوات مشاة البحرية الأمريكية يرتكبون مجزرة في مدينة حديثة العراقية.
- 2009 - الكشف عن خطة عمل عملية القفص الانقلابية في تركيا.
- 2011 -
  - المجلس الانتقالي الليبي يعلن عن اعتقال سيف الإسلام القذافي بالقرب من بلدة أوباري جنوبي ليبيا.
  - قوات الشرطة المصرية تفض بالقوة إعتصام لأهالي مصابي ثورة 25 يناير وبعض الشباب بميدان التحرير بالقاهرة، وتلى ذلك وقوع مواجهات استمرت عدة أيام بما يعرف بأحداث محمد محمود، وأدت الأحداث إلى مصرع 41 متظاهرًا وإصابة الآلاف.
- 2013 - تفجير انتحاري يستهدف السفارة الإيرانيَّة في بيروت ويُخلّف 23 قتيلًا وفوق مائة جريح.
- 2020 - نسخة منقحة من تقرير بريريتون حول جرائم الحرب تكشف قيام جنود أستراليين بقتل 39 من المدنيين والسجناء خلال الحرب في أفغانستان.

## مواليد
- 1503 - بيير لويجي فارنيزي، دوق بارما.
- 1600 - الملك تشارلز الأول، ملك إنجلترا.
- 1711 - ميخائيل لومونوسوف، كاتب روسي.
- 1805 - فرديناند دي لسبس، دبلوماسي فرنسي وصاحب مشروع حفر قناة السويس.
- 1831 - جيمس جارفيلد، رئيس الولايات المتحدة العشرين.
- 1882 - عز الدين القسام، عالم مسلم ومجاهد سوري.
- 1887 - جيمس سومنر، عالم كيمياء أمريكي حاصل على جائزة نوبل في الكيمياء عام 1946.
- 1890 - حسن البارودي، ممثل مصري.
- 1896 - رشيد ياسمي، أديب إيراني.
- 1899 - أبو القاسم الخوئي، مرجع ديني شيعي.
- 1912 - جورج بالاد، عالم أمريكي في علم الأحياء الخلوي حاصل على جائزة نوبل في الطب عام 1974.
- 1915 - إيرل سوثرلند، عالم كيمياء حيوية وصيدلي أمريكي حاصل على جائزة نوبل في الطب عام 1971.
- 1917 - أنديرا غاندي، رئيسة وزراء الهند.
- 1919 - جيلو بونتيكورفو، مخرج سينمائي إيطالي.
- 1935 - رشاد خليفة، مواطن أمريكي من أصل مصري إدعى النبوة وشكك بمصداقية القرآن.
- 1936 - يوان تسي لي، عالم كيمياء أمريكي حاصل على جائزة نوبل في الكيمياء عام 1986.
- 1938 -
  - سعاد مكاوي، ممثلة ومغنية مصرية.
  - تد تيرنر، رجل أعمال أمريكي ومؤسس شبكة سي إن إن.
- 1953 - ابتسام حسين، ممثلة كويتية.
- 1954 - عبد الفتاح السيسي، الرئيس السادس لجمهورية مصر العربية.
- 1955 - جلوريا جويدا، ممثلة إيطالية.
- 1958 - تشارلي كوفمان، مخرج أمريكي.
- 1961 - ميغ رايان، ممثلة أمريكية.
- 1962 -
  - جودي فوستر، ممثلة أمريكية.
  - كيرك هاميت، عازف غيتار أمريكي وعضو فرقة ميتاليكا.
  - شون بارنيل، سياسي أمريكي.
- 1963 - حبيب غلوم، ممثل ومخرج إماراتي.
- 1965 - لوران بلان، لاعب ومدرب كرة قدم فرنسي.
- 1969 - شيرو هاماغتشي، ملحن ياباني.
- 1977 - حنا رباني خار، سياسية باكستانية.
- 1981 - محمود بوشهري، ممثل إيراني يعمل في الكويت.
- 1985 - كريس إيغلز، لاعب كرة قدم إنجليزي.
- 1986 - ميلان سميليانيتش، لاعب كرة قدم صربي.
- 1987 - سيلفيا سولير إسبينوزا، لاعبة كرة مضرب إسبانية.
- 1988 - باتريك كين، لاعب هوكي أمريكي.
- 1989 - تايجا، مغني راب أمريكي.
- 1993 - كريم فراي، لاعب كرة قدم سويسري.

## وفيات
- 496 - غاليليوس الأول.
- 498 - أناستاسيوس الثاني، بابا الكنيسة الكاثوليكية.
- 923 - أبو بكر الرازي، عالم مسلم.
- 1492 - عبد الرحمن الجامي، شاعر فارسي.
- 1665 - نيكولا بوسان، رسام فرنسي.
- 1805 - محمد أفندي البديري، عالم مسلم ومتصوف فلسطيني عثماني.
- 1884 - محسن الخضري، شاعر عراقي.
- 1887 - إيما لازاروس، شاعرة أمريكية.
- 1925 - عبد الله بن علي آل عبد القادر، فقيه شافعي وقاضي ومدرس ديني وشاعر سعودي.
- 1969 - كميل أرامبورغ، إحاثي فرنسي.
- 1977 - تشيستر آرنولد، إحاثي وعالم نبات أمريكي.
- 1983 - عبد المنعم الفرطوسي، فقيه مسلم وشاعر عراقي.
- 2004 - جون روبرت فين، صيدلي إنجليزي حاصل على جائزة نوبل في الطب عام 1982.
- 2009 - عبد العزيز الفهد، ممثل كويتي.
- 2010 - عبد العزيز الدوري، مؤرخ عراقي.
- 2011 - خيرية أحمد، ممثلة مصرية.
- 2013 - فردريك سانغر، كيميائي بريطاني حائز على جائزة نوبل في الكيمياء.
- 2014 -
  - غلام حسين مظلومي، لاعب كرة قدم إيراني.
  - مايك نيكولز، مخرج ومنتج أمريكي.
- 2015 - مال ويتفيلد، عداء أمريكي.
- 2020 - فايق عزب، ممثل مصري.

## أعياد ومناسبات
- اليوم العالمي للرجل.
- اليوم العالمي للمرحاض.
- يوم الأمير العيد الوطني في موناكو.

## وصلات خارجية
- وكالة الأنباء القطريَّة: حدث في مثل هذا اليوم.
- النيويورك تايمز: حدث في مثل هذا اليوم.
- BBC: حدث في مثل هذا اليوم.